# Ștefan Protopopescu
Ștefan Protopopescu (né en 1890 à Drobeta-Turnu Severin en Roumanie et mort en 1929) est un major, l'un des pionniers de l'aviation mondiale et premier pilote breveté en Roumanie.

## Aviateur

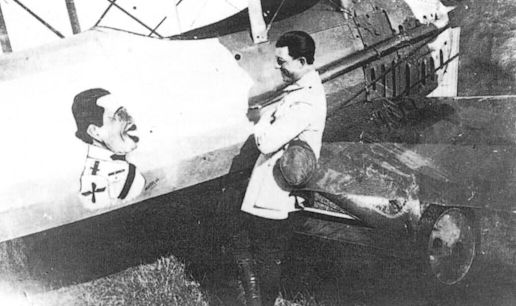
Le major Protopopescu face à face avec son propre portrait de dessin animé peint sur le fuselage tout blanc d'un avion d'entraînement Proto.

Ștefan Protopopescu est originaire du județ de Mehedinți, dans le sud de la Roumanie. Il choisit une carrière dans le génie militaire. Attiré par l'aviation, il suit des cours au Complexe Aéronautique de Chitila, près de Bucarest, créé le 20 novembre 1909. C'est ici que le 9 juillet 1909, Ștefan Protopopescu obtient son brevet de pilote militaire, devenant ainsi le premier pilote breveté de Roumanie ainsi que le premier pilote de l'armée roumaine. Il effectue le vol qui lui accorde le brevet avec un avion du type Farman III, modèle 1909, construit sur place. Le 17 juillet 1909, soit quelques jours après, son collège Gheorghe Negrescu (ro) devient le deuxième pilote roumain à obtenir un brevet de pilote. En automne 1909, Ștefan Protopopescu accompagné de George-Valentin Bibescu, Mircea Zorileanu, Gheorghe Negrescu (ro), Nicu Capșa et Poly Vacas observent les mouvements des troupes au sol à partir de leurs avions, près de Pașcani. Ce sont parmi les premiers cas de reconnaissance aérienne effectués dans l'histoire.
En 1926, il conçoit un avion de reconnaissance, le Proto S.E.T. 2, qui est essayé en 1927 mais reste à l'état de prototype.